# Сборная Роскоммона по гэльским играм
Сборная Роскоммона по гэльским играм, как орган управления — Роскоммонский совет Гэльской атлетической ассоциации или Совет графства Роскоммон при Гэльской атлетической ассоциации (англ. Roscommon County Board of the Gaelic Athletic Association / Roscommon GAA, ирл. Cumann Lúthchleas Gael Coiste Chontae Ros Comáin / CLG Coiste Chontae Ros Comáin), транслитерированное название Роскоммон ГАА — команда графства Роскоммон, выступающая в соревнованиях Гэльской атлетической ассоциации. Относится к числу 32 команд графств острова Ирландия, заведует развитием гэльских игр в графстве Роскоммон.
Сборная по гэльскому футболу является наиболее известной командой: она выиграла 23 раза чемпионат Коннахта, а также побеждала во Всеирландском чемпионате в 1943 и 1944 годах.

## Гэльский футбол

### История

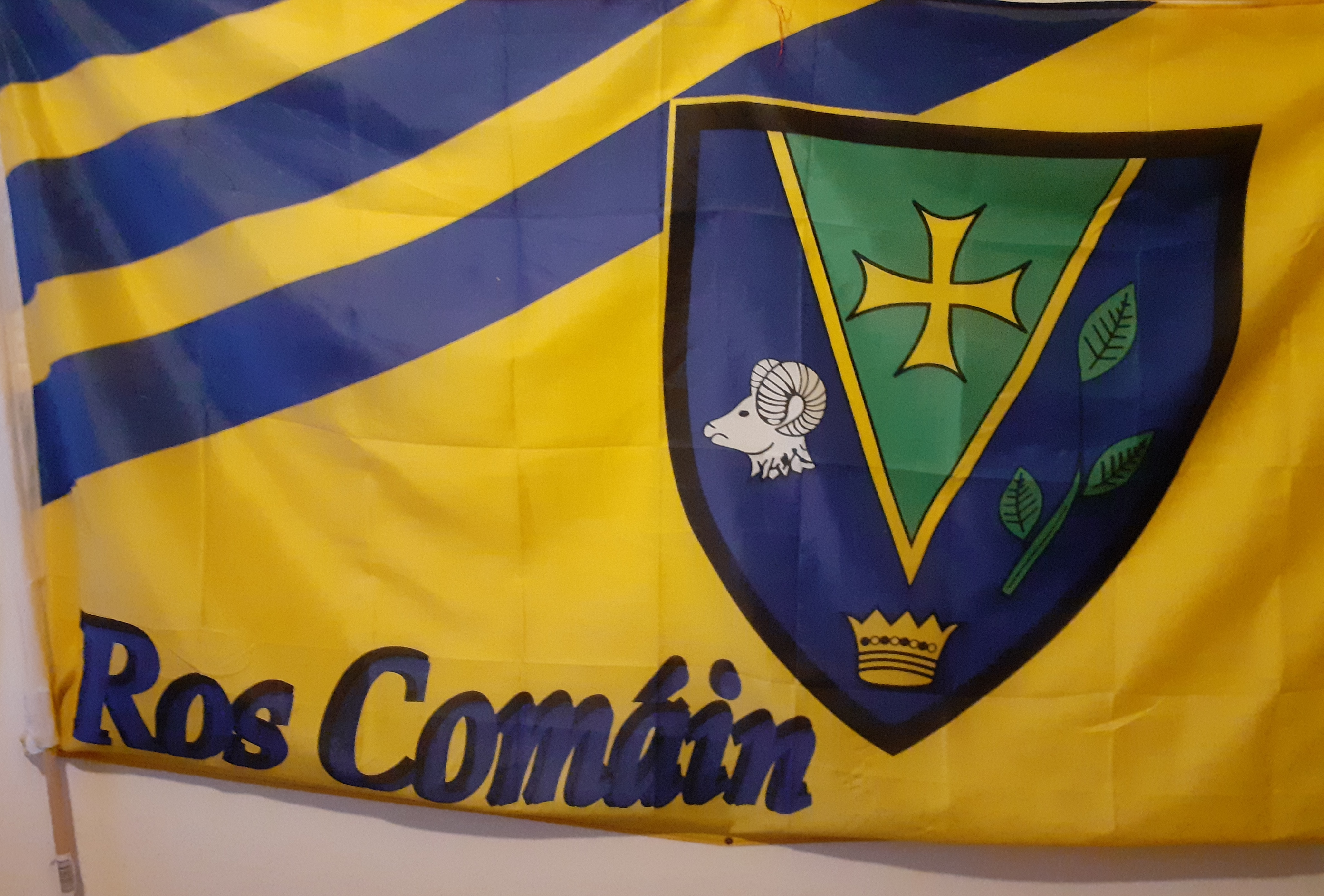
Флаг Роскоммон ГАА

В 1940-е годы сборная Роскоммона была одной из наиболее ярких команд: два раза подряд (1943 и 1944) она выиграла Всеирландсдкий чемпионат, а два её игрока стали президентами Гэльской атлетической ассоциации — Дан О’Рурк (1946—1949) и Донал Кинан (1973—1976). В 1943 году в финале против сборной Кавана сначала была зафиксирована ничья, а затем в переигровке быстрые голы в ворота каванцев забили Фрэнки Кинлоу и Джек Маккуиллан. Через год гол Кинлоу в ворота и гол Донала Кинана над перекладиной помогли победить в финале команду Керри, а капитаном той команды был Джемси Мюррей из Кноккрогери. В 1946 году команда потерпела одно из самых обидных поражений в финале: в игре против Керри в последние три минуты Роскоммон вёл с разницей в 6 очков, однако голы Тома «Джеги» О’Коннора и Падди Кеннеди спасли Керри от поражения и обеспечили переигровку, в которой Керри взял верх. В том первом матче в момент, когда керрийцы сравнивали счёт, капитан команды Роскоммона Джимми Мюррей был травмирован и вытирал кровь с лица. В 1947, 1952 и 1953 годах Роскоммон вылетал на стадии полуфинала.
В 1962 году Роскоммон впервые за долгое время вышел во Всеирландский финал. В финале чемпионата Коннахта команда проигрывала Голуэю 5 очков, но сумела переломить ход встречи: всё началось с того, что вратарь Эйдан Брэди, отражая удар, умудрился сломать перекладину ворот, и её меняли минут 15. Роскоммон перевёл Джерри О’Малли в полузащиту, и тот повёл команду к победе, сумев вырвать титул чемпиона. В финале, однако, Керри и её лидер Мик О’Коннелл снова остановили сборную Роскоммона: в самом начале игры в борьбе за мяч получил травму Джерри О’Малли, которого унесли с поля на носилках. В конце 1970-х годов у Роскоммона снова началась полоса успехов: с 1977 по 1980 годы команда не уступала титул чемпиона Коннахта. В 1980 году они снова вышли в финал против Керри, и уже на 35-й секунде Джон «Джиггер» О’Коннор поразил сетку ворот керрийцев, выведя команду Роскоммона вперёд, а те к перерыву ещё дважды поразили цель над перекладиной. Однако Керри во втором тайме переломили ход матча и выиграли 1-9 — 1-6. Также отдалённое влияние продемонстрировали победы в юниорских чемпионатах 1981, 1984, 1989 и 1992 года и выход в финал Всеирландского чемпионата в 1982 году. В 1991 году всего одно очко не позволило Роскоммону выйти в финал, когда он проиграл Миту.
Далее последовали девять провальных сезонов, пока в 2001 году Роскоммон не выиграл чемпионат Коннахта, выбив попутно будущего Всеирландского чемпиона в лице Голуэя, а в финале с большим трудом сломив сопротивление Мейо. Однако успех во Всеирландском чемпионате закрепить не удалось. Вплоть до 2010 года сборная не добивалась никаких успехов на всеирландском уровне, если не считать победу юниоров в 2006 году. В 2010 году был выигран 20-й титул чемпионов Коннахта, когда в первом раунде был побеждён Лондон в Райслипе со счётом 0-14 — 0-6, в полуфинале на «Доктор Хайд Парк» побеждён Литрим 1-13 — 0-11, а в финале на арене «Макхейл Парк» в упорной борьбе низвержен Слайго со счётом 0-14 — 0-13. В четвертьфинале Корк на «Кроук Парк» выбил роскоммонцев со счётом 1-16 — 0-10. В 2016 году Роскоммон вернулся в первый дивизион Национальной футбольной лиги, выиграв 4 матча из 7 и обыграв Керри, Корк, Донегол и Даун, но проиграв в полуфинале Лиги команде Керри. А вот в других турнирах дела не заладились: в финале против Голуэя была зафиксирована ничья, которая привела к переигровке в Каслбаре и разгромному поражению роскоммонцев с разницей в 11 очков. Всеирландская квалификация также завершилась после первой же встречи: в 4-м раунде Клэр выбил роскоммонцев из Всеирландского чемпионата.
В 2017 году Роскоммон вылетел из первого дивизиона Национальной лиги, выиграв всего один матч, и вернулся туда через год после победы на «Кроук Парк» над Кавана. В том же 2017 году в финале чемпионата Коннахта был побеждён Голуэй. 5 сентября 2018 года команду покинул Кевин Макстэй, уступив пост тренера Энтони Каннингему, в прошлом хёрлеру из Голуэя. Роскоммон в 2019 году выиграл 23-й титул чемпиона Коннахта, опять обыграв Голуэй. В 2020 году Роскоммон начнёт защиту титула чемпиона Коннахта с четвертьфинальной встречи против Лондона.

### Финалы Национальной футбольной лиги
| Год  | Место      | Противник | Счёт       |
| ---- | ---------- | --------- | ---------- |
| 1974 | Кроук Парк | Керри     | 0-8 — 0-14 |
| 1979 | Кроук Парк | Корк      | 0-15 — 1-3 |
| 1981 | Кроук Парк | Голуэй    | 1-3 — 1-11 |

### Финалы Всеирландского чемпионата
| Год  | Стадион    | Противник | Счёт       | Зрителей |
| ---- | ---------- | --------- | ---------- | -------- |
| 1943 | Кроук Парк | Каван     | 2-7 — 2-2  | 47193    |
| 1944 | Кроук Парк | Керри     | 1-9 — 2-4  | 79245    |
| 1946 | Кроук Парк | Керри     | 0-10 — 2-8 | 65661    |
| 1962 | Кроук Парк | Керри     | 1-6 — 1-12 | 75771    |
| 1980 | Кроук Парк | Керри     | 1-6 — 1-9  | 63854    |

### Достижения
- Всеирландские чемпионы: 1943, 1944
- Всеирландские чемпионы среди дублёров[англ.]: 1940, 2000 (2 раза)
- Всеирландские чемпионы (до 21 года)[англ.]: 1966, 1978 (2 раза)
- Всеирландские чемпионы среди юниоров[англ.]: 1939, 1941, 1951, 2006 (4 раза)
- Чемпионы Национальной лиги[англ.]: 1979
- Чемпионы Коннахта: 1892, 1905, 1912, 1914, 1943, 1944, 1946, 1947, 1952, 1953, 1961, 1962, 1972, 1977, 1978, 1979, 1980, 1990, 1991, 2001, 2010[англ.], 2017[англ.][3], 2019[англ.] (23 раза)
- Чемпионы Коннахта (до 21 года)[англ.]: 1966, 1969, 1978, 1982, 1999, 2010, 2012[4], 2014[5], 2015[6] (9 раз)
- Чемпионы Коннахта среди юниоров[англ.]: 939, 1941, 1949, 1951, 1965, 1967, 1975, 1981, 1984, 1989, 1992, 2006, 2011, 2012[7] (14 раз)
- Чемпионы Коннахта среди дублёров[англ.]: 1929 (присуждено), 1932, 1939, 1940, 1959, 1964, 1999, 2000, 2006, 2008, 2009 (11 раз)
- Чемпионы Коннахтской Лиги FBD[англ.]: 1997, 1999, 2015[англ.], 2018[англ.], 2019[англ.] (5 раз)

### Игроки в сборной звёзд ГАА
По состоянию на 2019 год 15 раз игроки Роскоммона попадали в символическую сборную ГАА.
- 1972: Микки Фрейн[англ.]
- 1974: Дермот Эрли[англ.]
- 1977: Пэт Линдси
- 1978: Гарри Киган[англ.]
- 1979: Том Хенеган, Дэнни Мюррей, Дермот Эрли[англ.]
- 1980: Гарри Киган[англ.], Джерри Коннеллан, Дэнни Мюррей
- 1985: Пол Эрли[англ.]
- 1986: Гарри Киган[англ.]
- 1989: Тони Макманус[англ.]
- 1991: Энон Гэвин[англ.]
- 2001: Фрэнси Греан[англ.]

### Текущий состав
- Менеджер[англ.]: Энтони Каннингем[англ.]
- Тренерский штаб: Марк Дауд, Йен Дейли

Заявка на финал чемпионата Коннахта против Голуэя (16 июня 2019)
| \| Номер \| Имя \| Позиция \| Клуб \| \| ----- \| ------------------ \| --------------------- \| -------------------- \| \| 1 \| Даррен О’Малли \| Вратарь \| Майкл Глэйвиз \| \| 2 \| Дэвид Мюррей \| Правый корнер-бэк \| Патрик Пирсез[англ.] \| \| 3 \| Шон Маллули \| Фулл-бэк \| Строукстаун \| \| 4 \| Конор Дэйли \| Левый корнер-бэк \| Патрик Пирсез[англ.] \| \| 5 \| Ниалл Дэйли \| Правый винг-бэк \| Патрик Пирсез[англ.] \| \| 6 \| Конор Хасси \| Центр-бэк \| Майкл Глэйвиз \| \| 7 \| Ронан Дэйли \| Левый винг-бэк \| Патрик Пирсез[англ.] \| \| 8 \| Тайг О’Рурк \| Полузащитник \| Талск \| \| 9 \| Шейн Киллоран \| Полузащитник \| Элфин \| \| 10 \| Конор Девэйни \| Правый винг-форвард \| Килбрайд \| \| 11 \| Кэтал Крегг[англ.] \| Центр-форвард \| Уэстерн Гэлз \| \| 12 \| Ниалл Килрой \| Левый винг-форвард \| Фуэрти \| \| 13 \| Дермод Мёртаг \| Правый корнер-форвард \| Сейнт-Фэйтличс \| \| 14 \| Конор Кокс \| Фулл-форвард \| Листауэл Эмметс \| \| 15 \| Энда Смит[англ.] \| Левый корнер-форвард \| Листауэл Эмметс \| \| 16 \| Колм Лавин \| Вратарь \| Эйре Ог \| \| 17 \| Гэри Паттерсон \| Запасной \| Майкл Глэйвиз \| \| 18 \| Брайан Стэк \| Запасной \| Сент-Бригидс \| \| 19 \| Хьюберт Дарси \| Запасной \| Патрик Пирсез[англ.] \| \| 20 \| Финтан Крегг \| Запасной \| Элфин \| \| 21 \| Эндрю Гленнон \| Запасной \| Майкл Глэйвиз \| \| 22 \| Колин Комптон \| Запасной \| Строукстаун[англ.] \| \| 23 \| Донал Смит \| Запасной \| Бойл \| \| 24 \| Киан Маккеон \| Запасной \| Бойл \| |                |                       |                 |
| Номер | Имя            | Позиция               | Клуб            |
| 1 | Даррен О’Малли | Вратарь               | Майкл Глэйвиз   |
| 2 | Дэвид Мюррей   | Правый корнер-бэк     | Патрик Пирсез   |
| 3 | Шон Маллули    | Фулл-бэк              | Строукстаун     |
| 4 | Конор Дэйли    | Левый корнер-бэк      | Патрик Пирсез   |
| 5 | Ниалл Дэйли    | Правый винг-бэк       | Патрик Пирсез   |
| 6 | Конор Хасси    | Центр-бэк             | Майкл Глэйвиз   |
| 7 | Ронан Дэйли    | Левый винг-бэк        | Патрик Пирсез   |
| 8 | Тайг О’Рурк    | Полузащитник          | Талск           |
| 9 | Шейн Киллоран  | Полузащитник          | Элфин           |
| 10 | Конор Девэйни  | Правый винг-форвард   | Килбрайд        |
| 11 | Кэтал Крегг    | Центр-форвард         | Уэстерн Гэлз    |
| 12 | Ниалл Килрой   | Левый винг-форвард    | Фуэрти          |
| 13 | Дермод Мёртаг  | Правый корнер-форвард | Сейнт-Фэйтличс  |
| 14 | Конор Кокс     | Фулл-форвард          | Листауэл Эмметс |
| 15 | Энда Смит      | Левый корнер-форвард  | Листауэл Эмметс |
| 16 | Колм Лавин     | Вратарь               | Эйре Ог         |
| 17 | Гэри Паттерсон | Запасной              | Майкл Глэйвиз   |
| 18 | Брайан Стэк    | Запасной              | Сент-Бригидс    |
| 19 | Хьюберт Дарси  | Запасной              | Патрик Пирсез   |
| 20 | Финтан Крегг   | Запасной              | Элфин           |
| 21 | Эндрю Гленнон  | Запасной              | Майкл Глэйвиз   |
| 22 | Колин Комптон  | Запасной              | Строукстаун     |
| 23 | Донал Смит     | Запасной              | Бойл            |
| 24 | Киан Маккеон   | Запасной              | Бойл            |

### Команда тысячелетия
|                           |                        |                          |  |
|                           | Вратарь                |                          |  |
|                           | Эйдан Брэди            |                          |  |
|                           |                        |                          |  |
| Правый угловой защитник   | Чистый защитник        | Левый угловой защитник   |  |
| Гарри Киган               | Пэт Линдси             | Билл Джексон             |  |
|                           |                        |                          |  |
| Правый крайний защитник   | Центральный защитник   | Левый крайний защитник   |  |
| Брендан Линч              | Билл Карлос            | Фелим Мюррей             |  |
|                           |                        |                          |  |
|                           | Полузащитники          |                          |  |
| Имон Боланд               |                        | Джерри О’Малли           |  |
|                           |                        |                          |  |
| Правый крайний нападающий | Центральный нападающий | Левый крайний нападающий |  |
| Дермот Эрли               | Джимми Мюррей          | Донал Кинан              |  |
|                           |                        |                          |  |
| Правый угловой нападающий | Чистый нападающий      | Левый угловой нападающий |  |
|                           |                        |                          |  |
| Тони Макманус             | Джек Маккуиллан        | Джон Джо Нерни           |  |

## Хёрлинг

### История
Команда Роскоммона вышла всего один раз в полуфинал Всеирландского чемпионата в 1910 году, проиграв разгромно команде Типперэри. В 1994 году ими был выигран Всеирландский чемпионат Б, в 1999 году — чемпионат команд второго эшелона, а в 2007 и 2015 годах — кубок Никки Ракарда. В 1984 году на Кубке столетия был обыгран Уэксфорд. В 2005 и 2006 годах команда играла в Кубке Кристи Ринга, откуда вылетела в кубок Никки Ракарда.

### Достижения
- Всеирландские чемпионы B: 1994
- Всеирландские чемпионы (второй эшелон)[англ.]: 1999
- Всеирландские чемпионы среди дублёров[англ.]: 1965, 1974, 2001 (3 раза)
- Всеирландские чемпионы B (до 21 года): 2007, 2012
- Обладатели кубка Никки Ракарда[англ.]: 2007[англ.], 2015[англ.]
- Чемпионы Коннахта[англ.]: 1906, 1913
- Всеирландские чемпионы по хёрлингу среди юниоров (Special): 1969
- Чемпионы Коннахта среди юниоров[англ.]: 1959, 1960, 1962, 1963, 1966, 1967, 1968, 1969 (8 раз)
- Чемпионы Коннахта B среди молодёжи: 2007, 2008, 2009, 2010, 2011, 2012, 2013, 2014 (8 раз)
- Чемпионы Коннахта среди команд второго эшелона[англ.]: 1966, 1967, 1968, 2013, 2015 (5 раз)
- Чемпионы Коннахта среди дублёров[англ.]: 1952, 1958, 1959, 1960, 1961, 1962, 1963, 1964, 1965, 1966, 1970, 1971, 1974 (13 раз)
- Победители Национальной лиги хёрлинга[англ.] в 3-м дивизионе: 2007 (дивизион 3), 2011 (дивизион 3A), 2019 (дивизион 3A)

## Женский гэльский футбол

### Достижения
- Всеирландские чемпионки[англ.]: 1978
- Всеирландские чемпионки среди дублёров[англ.]: 2001
- Всеирландские чемпионки среди команд второго эшелона[англ.]: 2005

## Камоги
В 2009 году Роскоммон выиграл Кубок Нэнси Мюррей в розыгрыше Всеирландского чемпионата среди дублёров, победив команду Арма в переигровке. На клубном уровне в 2004 году в финал чемпионата среди дублёров выходил «Фоур Роудс», проигравший «Литриму» 4-13 — 0-8. Команда «Оран» в 1980 и 1982 годах выигрывала Щит Кейтлин Ни Томин, в 1989 году и 1992 годах — Дивизион 3, а в 2004 году — Щит графства Клэр. В 2010 году в клубном чемпионате среди дублёров «Фоур Роудс» всё же взяли верх, обыграв «Корофин» из графства Клэр со счётом 1-9 — 0-6, а в 2012 году снова дошли до финала турнира. Из выдающихся игроков в камоги выделяются Лиззи Гленнон и Кейт Кенни — единственные игроки, номинированные на место в символической сборной ГАА, а также обладательница приза восходящей звезды камоги Нив Койл.
В 2010—2015 годах в графстве действовал план развития камоги под девизом «Наша игра, наша страсть» (англ. Our Game, Our Passion); к 2015 году планировалось в Карлоу, Каване, Лиишь, Лауте и Роскоммоне создать всего 17 новых клубов по этому виду спорта.